# Маглев Чанши

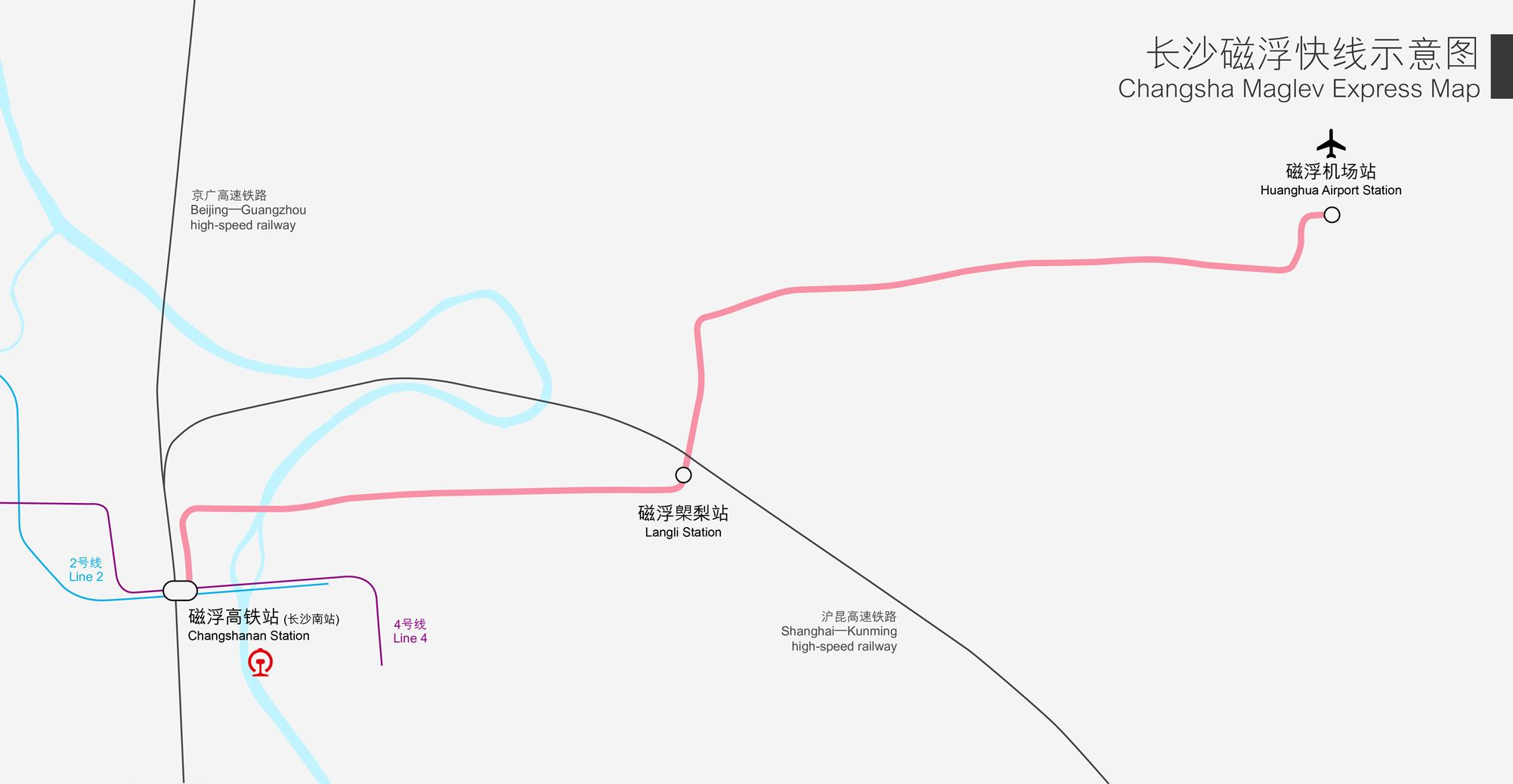
Map of Changsha Maglev Express

Маглев Чанши (кит. 长沙磁浮快线) — быстрая коммерческая железнодорожная линия на магнитном подвесе, соединяющая аэропорт города Чанша с центром. Данная линия считается низкоскоростной. Это второй маглев в Китае после Шанхайского маглева, и первый, построенный на чисто китайской технологии. Линия длиной 18,55 км соединяет международный аэропорт Чанша, станцию Ланли и высокоскоростной железнодорожный вокзал Чанша Южная, где имеется пересадка на метро. Ещё две промежуточные станции пока не открыты. Линия рассчитана на скорость до 120 км/ч, в настоящее время максимальная скорость движения установлена в 100 км/ч.
Работы над созданием маглева начались в мае 2014 года, пробный поезд был пущен 26 декабря 2015, а 6 мая 2016 года маглев был пущен в эксплуатацию. С момента начала строительства проект освоил инвестиции в 4,6 миллиарда юаней (749 миллионов $).

## Даты пуска в эксплуатацию
| Сегмент                      | Дата       | Длина                 | Станции | Название |
| ---------------------------- | ---------- | --------------------- | ------- | -------- |
| Чанша южная — Аэропорт Чанша | 6 May 2016 | 18,55 км (11,53 миль) | 3       | Phase 1  |

## Станции
| Наименование                            | Наименование | Соединения                             | Расстояние км | Место             |
| английское                              | китайское    | Соединения                             | Расстояние км | Место             |
| --------------------------------------- | ------------ | -------------------------------------- | ------------- | ----------------- |
|                                         |              |                                        |               |                   |
| Чанша южная                             | 磁浮高铁站   | Метро линия 2 Метро линия 4 Вокзал CWQ | 0,00          | Чанша, район Юхуа |
| Convention and Exhibition Center        | 会展中心     |                                        | —             | уезд Чанша        |
| Langli                                  | 磁浮㮾梨     |                                        | 7,55          | уезд Чанша        |
| Automobile City                         | 汽车城       |                                        | —             | уезд Чанша        |
| Changsha Huanghua International Airport | 磁浮机场     | Хуанхуа (международный аэропорт)       | 18,55         | уезд Чанша        |
|                                         |              |                                        |               |                   |

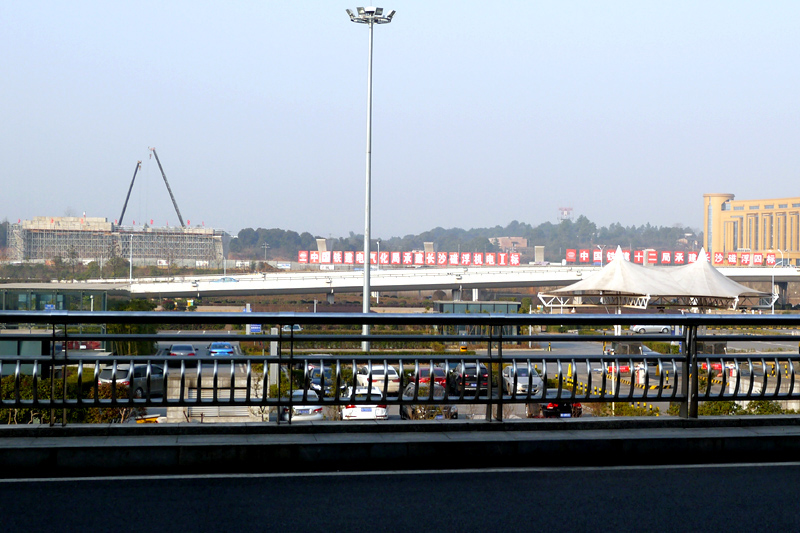
Маглев в районе аэропорта Чанша (2015)
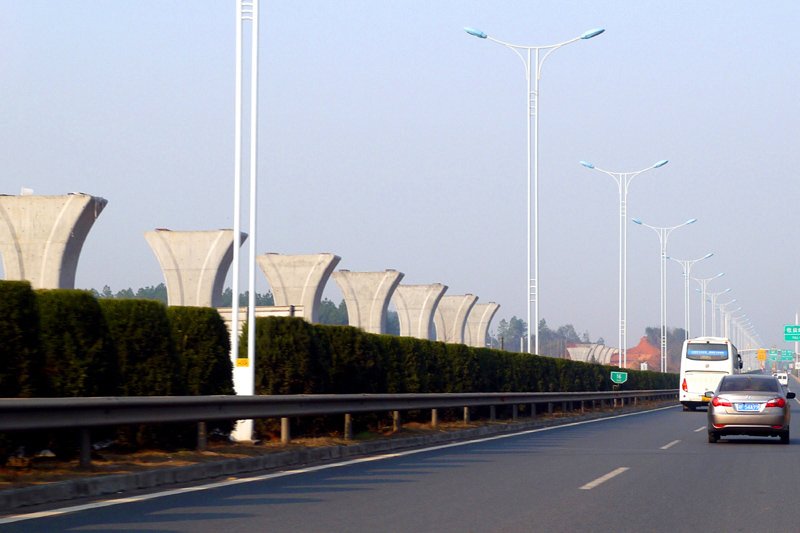
Маглев вдоль аэропортного шоссе (2015)
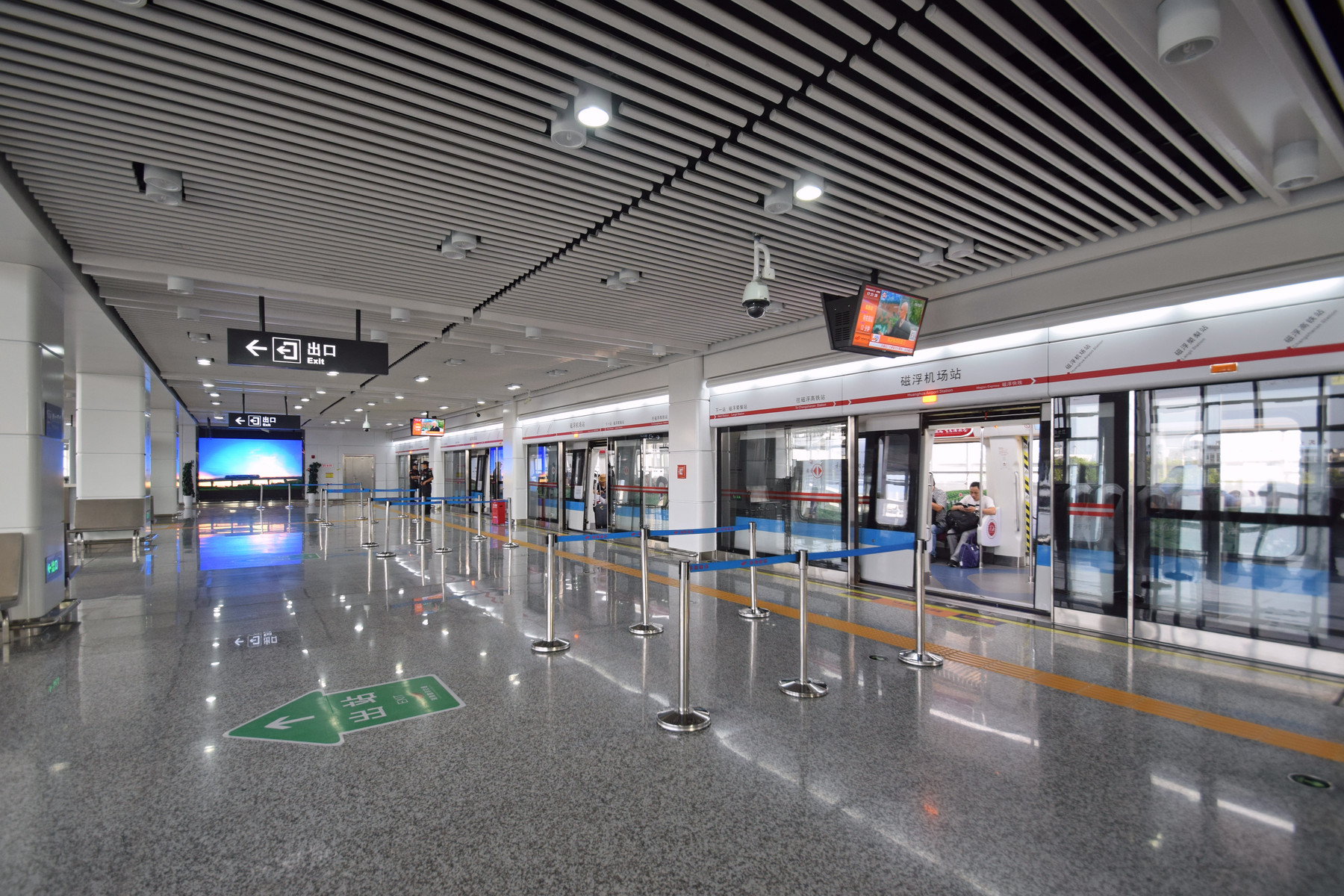
Станция Аэропорт Чанша (2016)
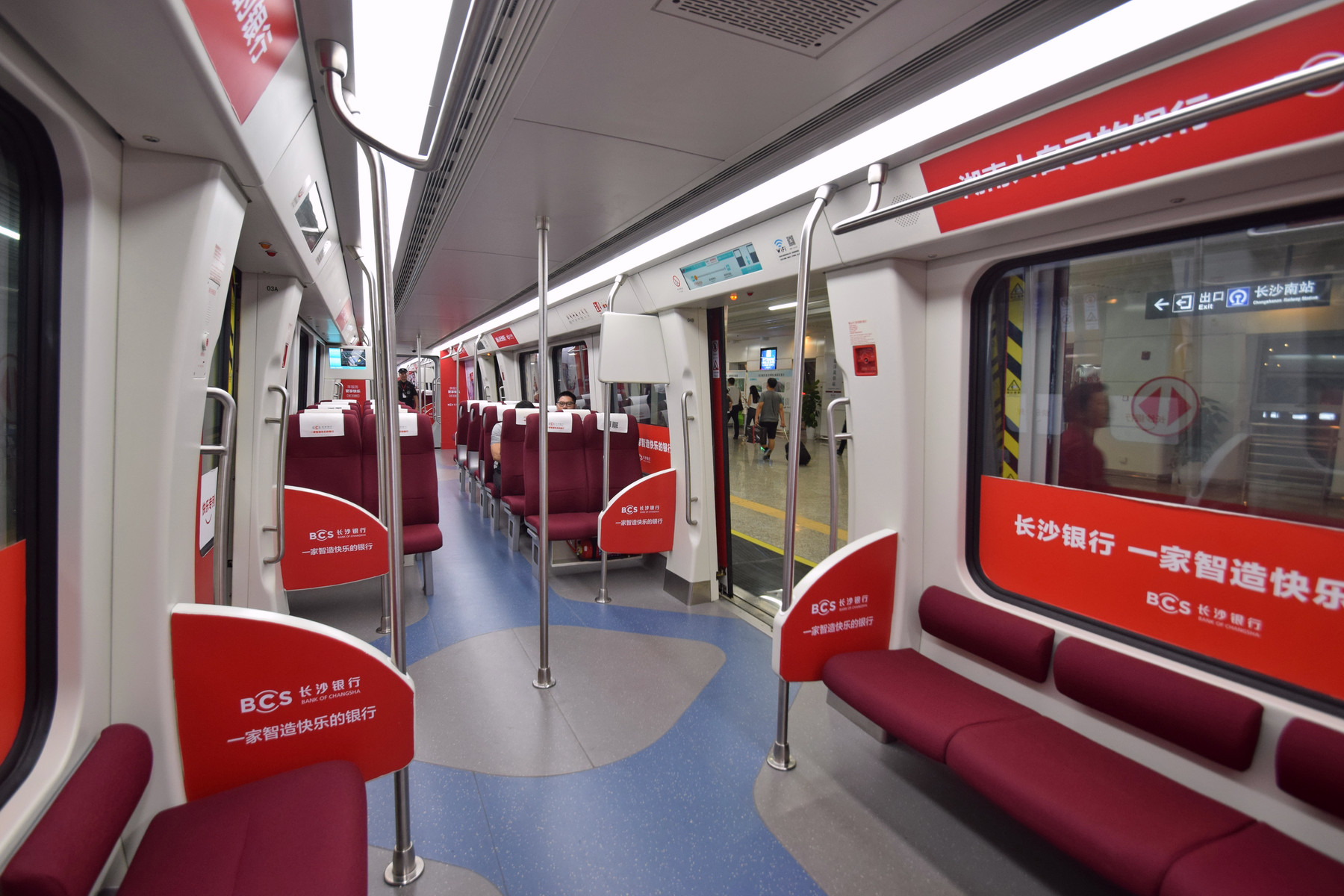
В поезде Маглев (2016)

## Время работы
Первый поезд от аэропорта отправляется в 7:00. Последний поезд отходит от Южного вокзала в 22:00, а от аэропорта в 22:30. Поезда следуют с интервалом 11 минут 40 секунд, время в пути — 19,5 минут.

## Оплата проезда
Оплата проезда осуществляется при помощи смарт-жетонов, на начальной станции который прикладывается к турникету, а при выходе опускается в турникет.
Стоимость проезда в декабре 2019 г. составляла 20 юаней.